# Francesco Mannelli
Francesco Mannelli o Manelli (13 de septiembre de 1594-julio de 1667) compositor barroco, particularmente de óperas. Es más conocido por su colaboración con su colega el compositor romano Benedetto Ferrari para llevar las dos primeras óperas comerciales a Venecia entre 1637 y 1638 en el Teatro San Cassiano con su  L'Andromeda y  La Maga Fulminata.

## Obras
- L'Andromeda (libretto: Benedetto Ferrari) (1637)

- La maga fulminata (Ferrari) (1638)

- Delia ossia La sueros sposa del sole (Giulio Strozzi) (1639)

- Il pastor regio (Ferrari) 1640

- L ' Adone  (Paolo Vendramin) (1640)

- L'Alcate (Marc' Antonio Tirabosco) (1642)

- Ercole nell'Erimanto (Bernardo Morando) (1651)

- Le vicende del tempo (Morando) (1652)

- Il ratto Europa  (Paolo Emilio Fantuzzi / Elvezio Sandri) (1653)

- La Filo, overo Giunone repacificata con Ercole (Francesco Berni) (1660)

- La Licasta (Ferrari) (1664)

Cantatas
- Opus 4 (1636)